# Pablo Barrera
Pablo Edson Barrera Acosta, noto semplicemente come Pablo Barrera (Tlalnepantla, 21 giugno 1987), è un calciatore messicano, attaccante del Querétaro.

## Caratteristiche tecniche
Può giocare sia come ala destra che come ala sinistra, ma anche centrocampista laterale

## Carriera

### Club
Si è aggregato al settore giovanile degli UNAM Pumas all'età di 11 anni, maturando qui per vari anni, fino ad arrivare al debutto in Primera División de México avvenuto il 19 novembre 2005 contro il Tigres (sconfitta 3-1). In breve tempo si è affermato come titolare. Il suo primo gol con questa maglia risale al torneo di Apertura 2007, e precisamente al 22 settembre contro il Morelia (vittoria 3-0). Il 4 novembre dello stesso anno ha trovato anche la sua prima doppietta nell'incontro contro il Veracruz terminato col pesante risultato di 8-0 in favore dell'UNAM. Nel luglio 2008 si è infortunato gravemente al legamento crociato anteriore; ha subìto un'operazione che l'ha tenuto fermo per sei mesi. Di conseguenza ha saltato totalmente il torneo di Apertura 2008. È tornato a disposizione nel gennaio 2009 e ha disputato la sua prima partita dopo l'infortunio il 17 gennaio contro il Necaxa segnando anche una rete.  Nel torneo di Clausura 2009 però, il manager Ricardo Ferretti lo ha considerato una riserva e Barrera ha disputato 20 partite di cui soli 8 a titolare. Ha ritrovato la titolarità nel torneo di Apertura 2009 nel quale ha giocato 15 partite (di cui 14 da titolare) segnando 5 reti. Finora la sua stagione migliore si è rivelata quella del 2010, denominata "Torneo Bicentenario" per celebrare i 200 anni dall'inizio della Guerra d'indipendenza del Messico; in questo torneo Barrera ha segnato 6 reti in 13 partite prima di partire con la nazionale messicana per i Mondiali.

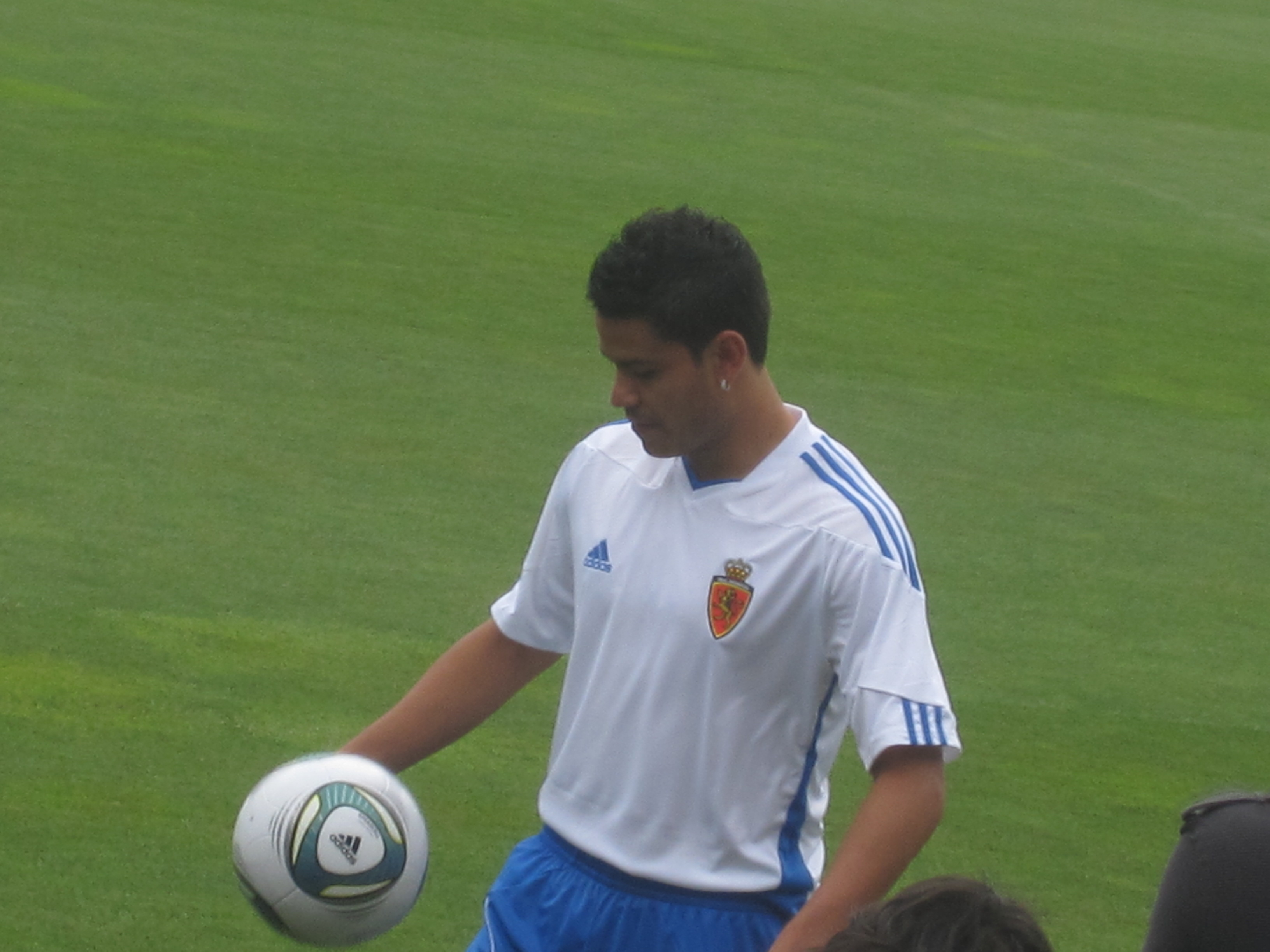
Barrera con la maglia del Real Saragozza

Il 17 luglio 2010 viene acquistato dal West Ham United  per un prezzo intorno alle 4 milioni di sterline, firmando un contratto fino al 2014.
Non riesce ad ambientarsi a Londra a causa di problemi personali e della non conoscenza della lingua inglese.
Il 25 agosto 2011 viene ceduto in prestito per una stagione al Real Zaragoza, club della Primera División spagnola. Il messicano diventa così il decimo acquisto stagionale a disposizione dell'allenatore, suo connazionale, Javier Aguirre. Esordisce in Primera División con la squadra aragonese il 28 agosto, partendo da titolare nella partita persa per 6-0 alla Romareda contro il Real Madrid.

### Nazionale
Nel 2007 ha partecipato al Mondiale di calcio Under-20, nel quale ha segnato due reti (contro Portogallo e Congo) prima dell'eliminazione del Messico sopravvenuta ai quarti di finale contro l'Argentina. Barrera ha esordito in nazionale maggiore il 17 ottobre dello stesso anno in amichevole contro il Guatemala (terminata con una storica vittoria per 3-2 dei guatemaltechi). Ha segnato la prima rete con la Tricolor il 5 luglio 2009 contro il Nicaragua, durante la Gold Cup 2009 (terminata poi proprio con la vittoria messicana). È stato convocato per il campionato del mondo 2010 dove nella partita contro la Francia si è procurato il rigore del 2-0.

## Palmarès

### Club
- Campionato messicano: 1

Pumas UNAM: Clausura 2009

### Nazionale
- Gold Cup: 2

Messico: 2009, 2011